# Конная армия
Конная армия (КА) (ист.) — оперативно-стратегическое объединение Красной Армии (РККА), крупное подвижное формирование вооружённых сил (ВС) РСФСР.

## История
Конная армия использовалась для выполнения крупных оперативно-стратегических задач, являлась главной ударной силой на театре войны и основным средством развития успеха ВС РСФСР во время Гражданской войны.
Впервые формирование подобного типа сформировано в ноябре 1919 года в РККА. В разные периоды КА включала управление, три — четыре кавалерийские дивизии, 5 500 — 18 000 человек личного состава (в том числе более 3/4 всадников), 250 — 350 пулемётов, до 55-и орудий, 36 броневых автомобилей, 5 бронепоездов, 15 самолётов.

## Формирования
Были созданы:
- Первая Конная армия;
- Вторая Конная армия;
- Кавалерийская армейская группа в Киевском ОВО (26.07.1938);

## Состав
В состав конной армии входили: управление, три — четыре кавалерийские дивизии и иногда ещё отдельная кавалерийская бригада; в отдельные периоды боевых действий конным армиям дополнительно придавались одна — две кавалерийские дивизии. Кроме того, она усиливалась авиацией, броневыми частями и техническими средствами связи; в её оперативном подчинении находились в некоторых операциях две — три стрелковые дивизии. Боевой и численный состав конных армий был непостоянным. Например, в 1920 году 1-я конная армия имела в своем составе от 14 до 26 тысяч бойцов (от 9 до 16 тысяч сабель), 2-я конная армия — от 5 до 21 тысячи бойцов (от трёх до 8 тысяч сабель).
По штату, от 30 декабря 1919 года, в Полевое управление Конной армий входили: Революционный военный совет (командарм и два члена РВС), политотдел, революционный военный трибунал, особый отдел, военно-цензурное управление, штаб армии (управления — оперативное, административное, авиация и воздухоплавания, связи), канцелярия представителя начальника военных сообщений фронта, управления — начальника снабжений, санитарной части, ветеринарной части, казначейство.
Приказом Юго-Западного фронта от 6 июля 1920 года объявлен новый штат конной армии, по которому в её Полевом управлении были созданы инспекция кавалерии, артиллерии и управления начальника родов войск (инженеров, броневых частей, автомобильного управления, военных сообщений). По этому же штату формировалось Полевое управление образованной 2-й конной армии.

## Подготовка к созданию Конной армии в 1942 году
Во время Великой Отечественной войны в период оборонительного этапа битвы за Кавказ командующий Закавказским фронтом генерал армии И. В. Тюленев высказал предложение о создании Конной армии, которая по его плану должна была двумя группами при поддержке механизированных войск и авиации наступать через степные районы в направлении Александровская — Георгиевск, то есть выйти в глубокий немецкий тыл и тем самым отрезать все части противника, действовавшие на Кавказе. Сталину такая идея понравилась. В директиве Ставки ВГК от 25 октября 1942 года указано: «Формирование конной армии, которое Ставкой считается целесообразным, отложить до окончания операции…» (имеется в виду планирующаяся операция по разгрому моздокской группировки противника). Директивой Ставки от 12 ноября 1942 года план Тюленева о создании Конной армии был утверждён, её командующим был назначен генерал-лейтенант Н. Я. Кириченко, его заместителями — генерал-майоры А. Г. Селиванов и Г. Т. Тимофеев, начальником штаба — генерал-майор С. И. Дудко. В тот же день началось формирование армии в районе на левом берегу Терека, в неё были включены 30-я, 63-я, 110-я кавалерийские и 9-я, 10-я, 11-я и 12-я гвардейские кавалерийские дивизии, а также  140-я танковая бригада, 221-й, 225-й и 134-й танковые полки, 65-я мотострелковая бригада, четыре отдельных бронеавтомобильных и мотоциклетных батальона, 13-й, 14-й, 29-й истребительно-противотанковые артиллерийские полки, 68-й гвардейский тяжелый артиллерийский полк, 255-й, 285-й и 591-й полки ПВО (вооруженные 12,7-мм пулемётами), 10-й гвардейский миномётный полк и 585-й полк ПВО. В армии должны были быть 178 танков, 94 бронемашины, 129 бронетранспортёров, 497 мотоциклов,  18 орудий калибра 122-152 мм, 32 76-мм орудия, 24 45-мм противотанковых пушки, 36 миномётов и 328 противотанковых ружей.  Фактически Конная армия должна была стать крупным постоянным конно-механизированным объединением с высокой мобильностью, которое поддерживала бы с воздуха собственная авиация. Командование фронтом рассматривало Конную армию как «единый подвижной отряд, способный решать самостоятельно  оперативные задачи». Однако после начала контрнаступления советских войск под Сталинградом Ставка ВГК приняла новый план наступательных операций на Северном Кавказе, которым глубокий прорыв в немецкий тыл не предусматривался и не закончившая формирование Конная армия директивой от 20 ноября была расформирована (на её базе были созданы два гвардейских кавалерийских корпуса).